# Anoplognathus chloropyrus
Anoplognathus chloropyrus är en skalbaggsart som beskrevs av Pierre-Auguste-Joseph Drapiez 1819. Anoplognathus chloropyrus ingår i släktet Anoplognathus och familjen Rutelidae. Inga underarter finns listade i Catalogue of Life.

## Bildgalleri

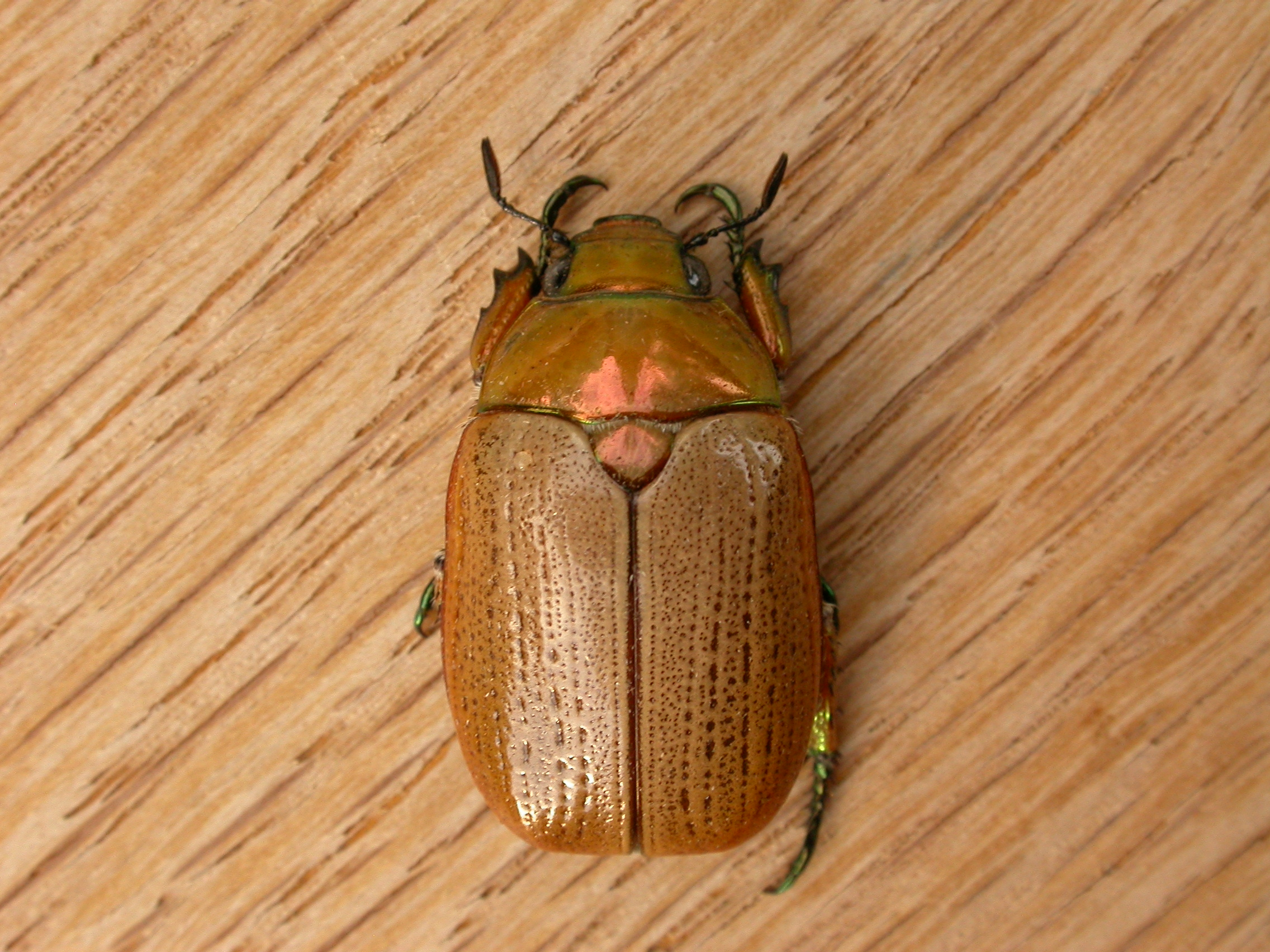
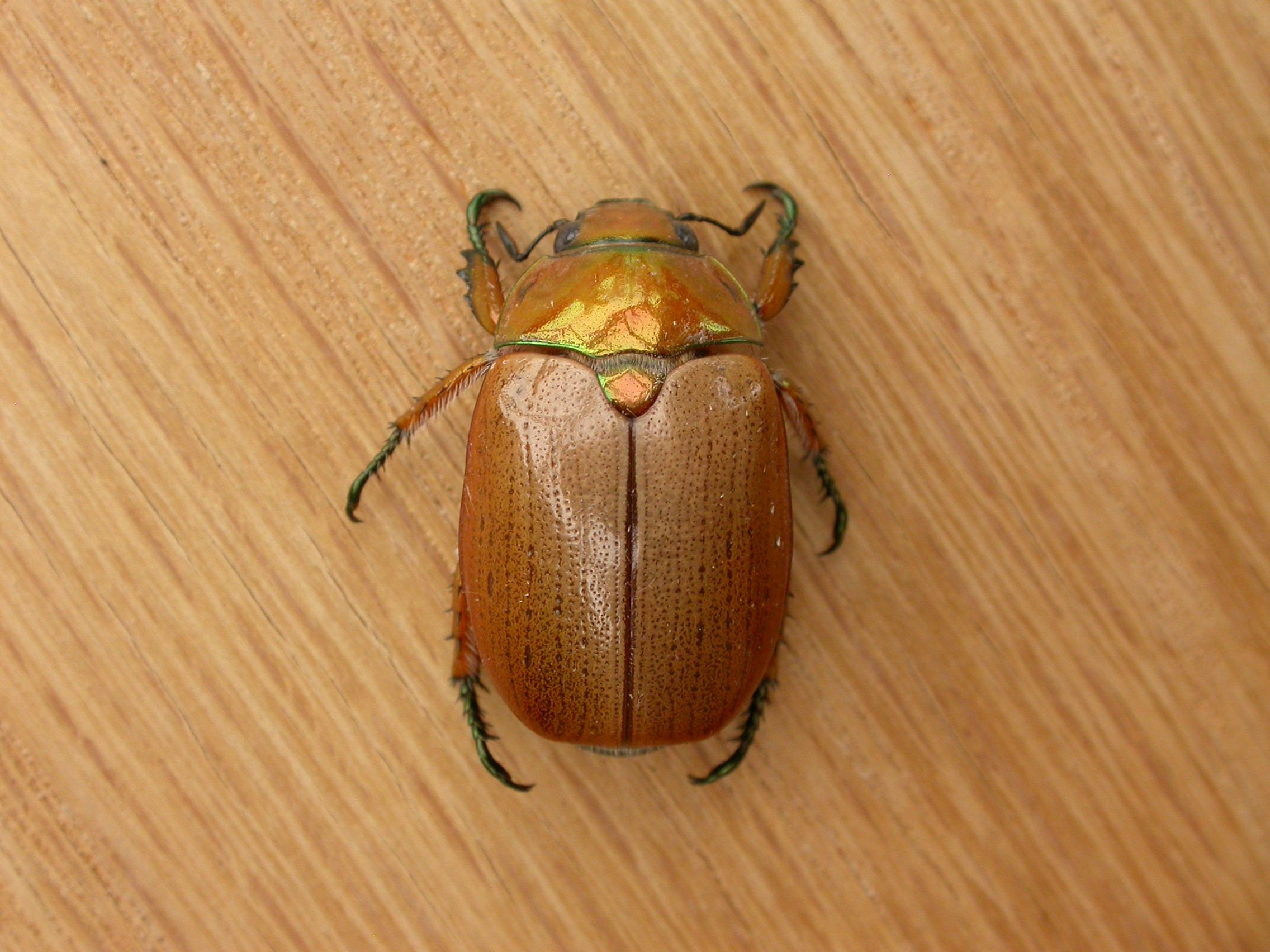
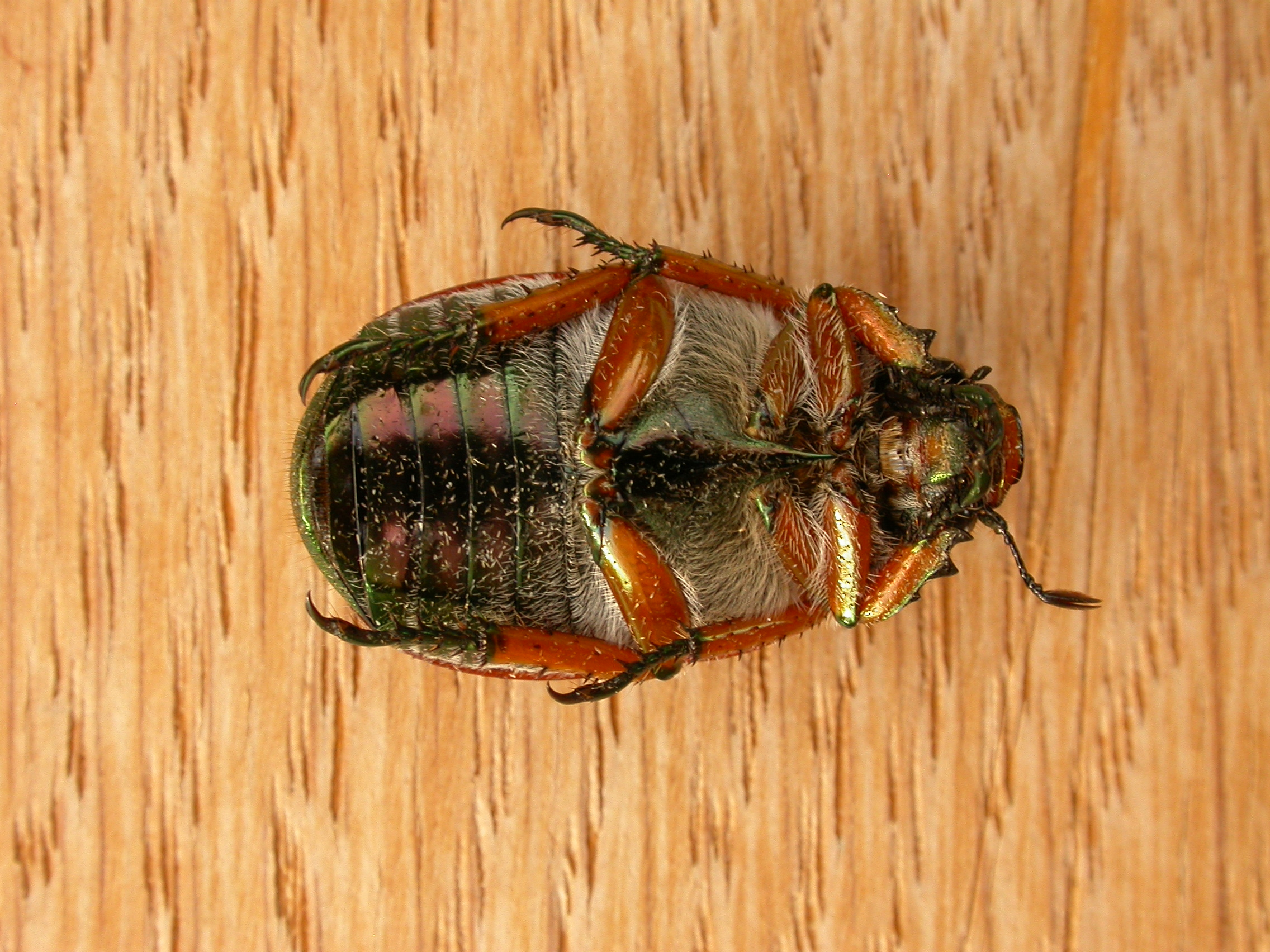
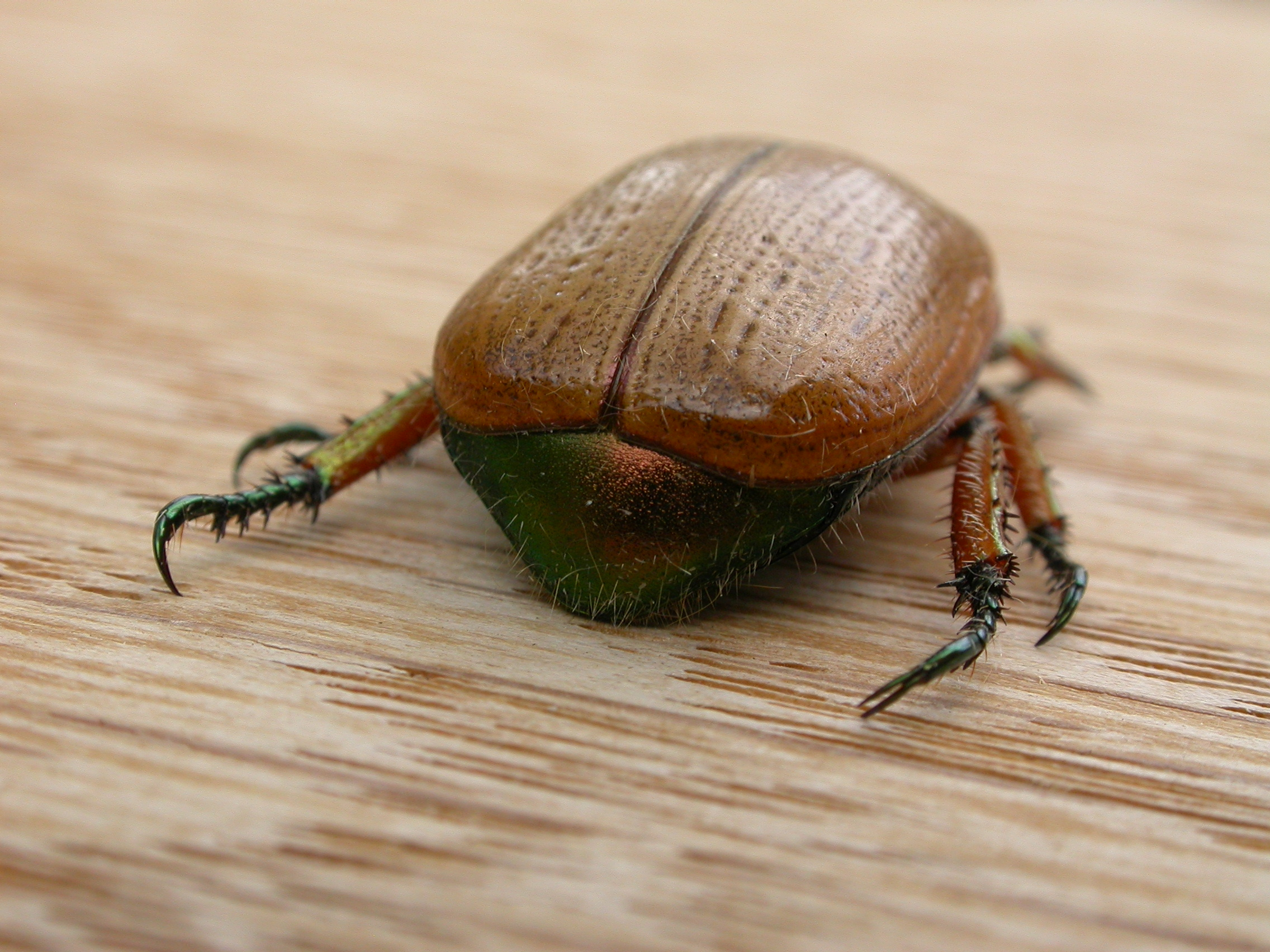
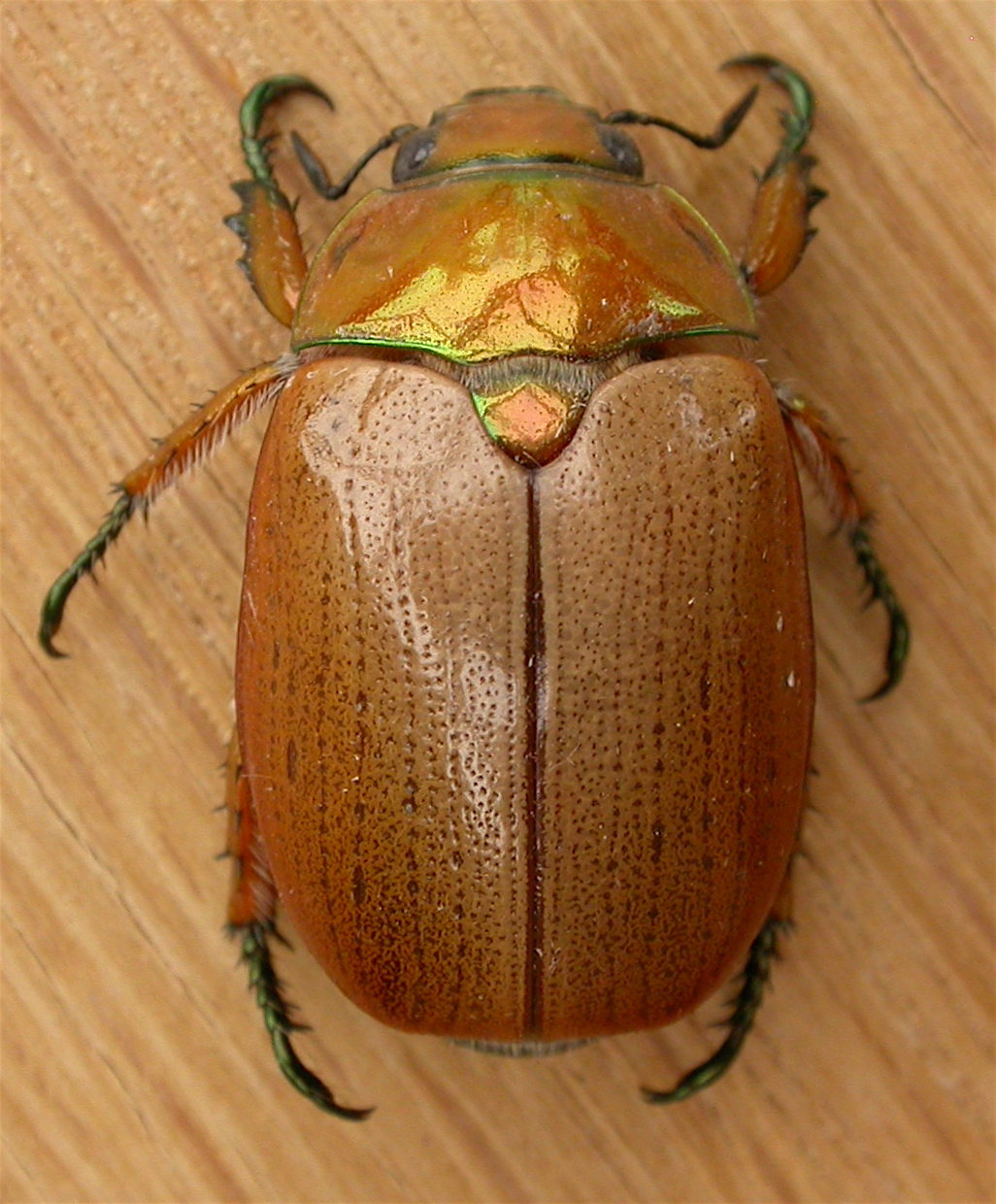
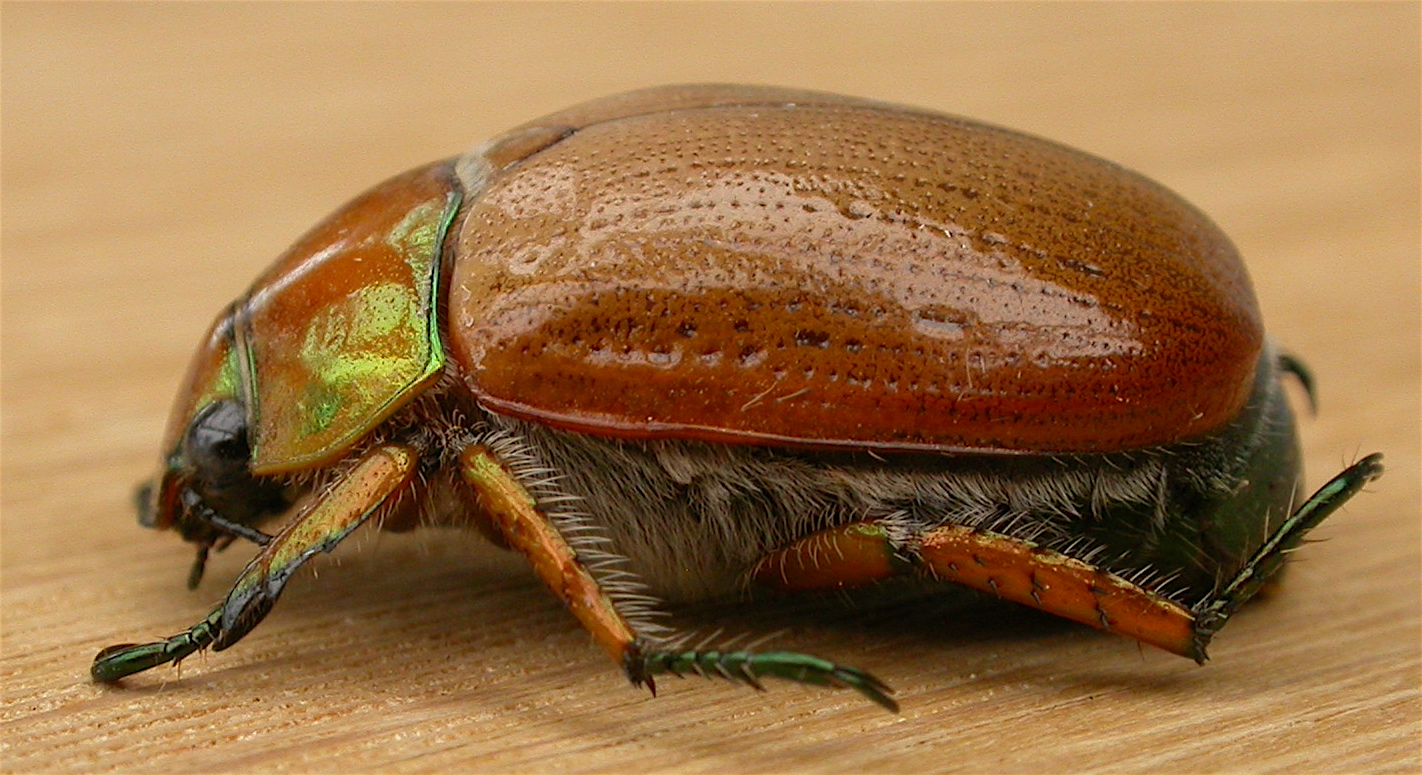